# Anthony Burgess
Anthony Burgess (n. 25 februarie 1917, Harpurhey⁠(d), Anglia, Regatul Unit al Marii Britanii și Irlandei – d. 22 noiembrie 1993, Londra, Anglia, Regatul Unit) a fost un romancier și un critic englez, celebru pentru scrierea romanului său distopic „Portocala mecanică”, ecranizat de Stanley Kubrick. Este de asemenea un compozitor britanic.